# The River (хмарочос)
The River  (укр. Річка)- це 258 м (846 фут) хмарочос у Бангкоку, Таїланд. На березі річки Чао Прайя , навпроти готелю Шангрі-Ла , будівля має близько 70 поверхів житлових кондомініумів і була завершена у 2011 році.
Розроблений компанією Raimon Land, проект складається з двох будівель, трохи вищої Південної вежі, прилеглої до річки, і трохи меншої Північної вежі, яка зміщена щодо передньої вежі таким чином, що з обидвох
веж можна насолодитися видом на річку. 74-поверхова Південна вежа (The River South) в даний час є другою за висотою будівлею в Таїланді.
На 152 м (499 фут) 45 поверхова Північна вежа включає в себе поєднання кондомініумів власних або орендованих, і частина вежі, апартаменти, якими оперує Klapsons.
Інфраструктура включає в себе 120 м річкову набережну, тренажерний зал, кілька басейнів, сади, поруч громадський торговий центр, який був відкритий в 2012.

## Нагороди
The River була визнана важливою спорудою в Таїланді, здобувши престижну нагороду Thailand Property Award  "Кращий розкішний Кондо в Бангкоку" ("Best Luxury Condo Bangkok" ) премії в 2012 році, а також "Кращий Кондомініум" в тому ж році.

## Зовнішні посилання
- The River official website [Архівовано 10 грудня 2019 у Wayback Machine.]
- The River Bangkok condo [Архівовано 1 квітня 2022 у Wayback Machine.]